# قلعه‌حاتم
قلعه‌حاتم روستایی است بزرگ از توابع شهرستان بروجرد در استان لرستان. این روستا در دهستان همت‌آباد در بخش مرکزی این شهرستان قرار دارد. قلعه حاتم بر سر جاده بروجرد-اشترینان قرار گرفته‌است.
مردم اصیل این روستا لر هستند و به زبان لری سیلاخوری سخن میگویند و اقلیتی از مهاجران لک نیز از روستای آبسرده در این روستا سکونت دارند.
پل تاریخی قلعه حاتم در بخش جنوبی این روستا و در مجاور زمین های کشاورزی قرار دارد.

## جمعیت
بنابر سرشماری مرکز آمار ایران، جمعیت قلعه‌حاتم در سال ۱۳۸۵ برابر با ۲۴۸۶ نفر بوده‌است که از این میان ۱۲۶۳ نفر مرد و بقیه زن بوده‌اند. ۸۳٪ ساکنان این روستا باسوادند. قلعه حاتم ۶۴۱ خانوار دارد.
مردم اصیل این روستا با نام های خانوادگی گودرزی، روزبهانی، حاتمی، حاتموند زیودار، نظامی، معظمی، حجتی، سید، شناخته میشوند که همگی سالیان دور یا نزدیک وارد این روستا شده و دارای تبار لر و لک میباشند و از ایل های بختیاری،کولیوند، حسنوند ،چگنی و...

## موقعیت جغرافیایی
این روستا از لحاظ فرهنگی و جغرافیایی بخشی از منطقه سیلاخور بالا یا چال گودرزی محسوب می شود.